# 朴胜羲
朴胜羲（韓語：박승희，1992年3月28日—），是韩国著名的女子短道速滑运动员。她是2010年世界短道速滑锦标赛全能冠军。

## 职业生涯
2010年温哥华冬奥会中，朴胜羲获得1000米和1500米两个单项铜牌。2010年世界短道速滑锦标赛中，她获得1500米和3000米两个单项金牌，并获得全能冠军。一周之后，她又率领韩国女子短道速滑队在博尔米奥获得2010年世界短道速滑团体锦标赛团体金牌。
2011年世界短道速滑锦标赛中，朴胜羲获得1500米银牌。一周之后，她又随韩国女子短道速滑队在华沙获得2011年世界短道速滑团体锦标赛团体金牌。

## 资料来源
- 国际滑联官网2011世界短道速滑锦标赛新闻报道(英文)
- 国际滑联官网2011世界短道速滑团体锦标赛新闻报道(英文)
- 朴胜羲 （页面存档备份，存于）-国际滑冰联盟（ISU）